# Два рубля (Беларусь)
Два рубля́ (бел. Два рублі) — номинал монеты, используемый в Беларуси с 1 июля 2016 года.

## История
После распада СССР в течение 25 лет в Беларуси пользовались только бумажные деньги. Памятные монеты в обращении реально не использовались. После проведения деноминации в 2016 году впервые за всю историю суверенной Беларуси в денежном обращении появились монеты. Были выпущены 8 номиналов монет и 7 номиналов банкнот. Самый большой номинал монет — 2 рубля, соответствующий банкноте 20 000 рублей образца 2000 года.

## Характеристика

### Аверс
В центре аверса рельефно изображён герб Беларуси, над ним надпись — «БЕЛАРУСЬ», под ним год чеканки — «2009», по бокам — стилизованные изображения национального орнамента.

### Реверс
В центре реверса изображено цифровое обозначение номинала — «2», слева от цифры диагонально изображено название монеты на белорусском языке «РУБЛІ». По бокам от обозначения номинала изображены национальные орнаменты, символизирующие богатство и достаток.

## Состав
| Монета                     | Фрагмент                          | Медь | Никель | Цинк | Железо | Кобальт | Вольфрам |
| -------------------------- | --------------------------------- | ---- | ------ | ---- | ------ | ------- | -------- |
|                            | Центральная часть (посеребренная) | 33,1 | 64     | 0    | 2,5    | 0,3     | 0        |
| Внешняя часть (золотистая) | 83                                | 0,6  | 9,5    | 4,7  | 1,85   | 0,3     |          |